# Liste des œuvres de Gioachino Rossini

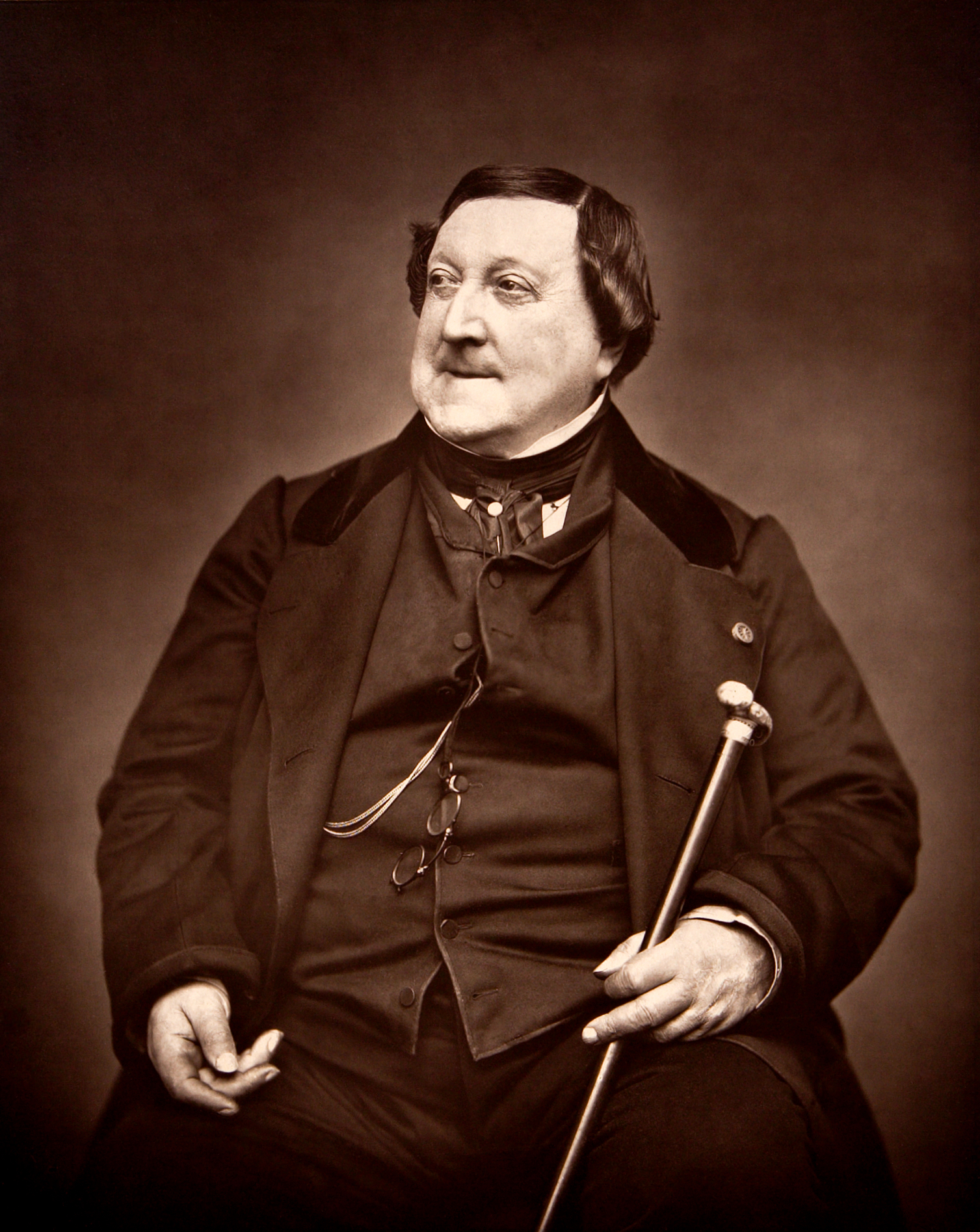
Gioachino Rossini, photographie d'Étienne Carjat

Cette liste regroupe toutes les œuvres du compositeur italien Gioachino Rossini (1792-1868) par genre musical.

## Tableau des œuvres
| Légende des couleurs  |
| Opéra                 |
| Mélodies              |
| Hymne                 |
| Cantates              |
| Musique sacrée        |
| Musique instrumentale |

| Liste des œuvres de Rossini par genre |                                                     | |                                                                            |                                                                                                |
| Titre original | Titre français (ou traduction)                      | Genre | Livret                                                                     | Création                                                                                       |
| Opéras |                                                     | |                                                                            |                                                                                                |
| Demetrio e Polibio | Démétrios et Polybe                                 | Dramma serio | Vincenza Viganò-Mombelli (en)                                              | Composé en 1806 mais créé seulement le 18 mai 1812 au Teatro Valle de Rome.                    |
| La cambiale di matrimonio | Le Contrat de mariage                               | Farsa comica | Gaetano Rossi                                                              | Teatro San Moisè, Venise, 3 novembre 1810                                                      |
| L'equivoco stravagante | Le Quiproquo extravagant                            | Dramma giocoso | Gaetano Gasbarri                                                           | Teatro del Corso, Bologne, 26 octobre 1811                                                     |
| L'inganno felice | L'Heureux Stratagème                                | Farsa per musica | Giuseppe Foppa                                                             | Teatro San Moisè, Venise, 8 janvier 1812                                                       |
| Ciro in Babilonia, ossia La caduta di Baldassare | Cyrus à Babylone ou la chute de Balthazar           | Dramma con cori per musica | Francesco Aventi                                                           | Teatro Communale, Ferrare, 14 mars 1812                                                        |
| La scala di seta | L'Échelle de soie                                   | Farsa comica | Giuseppe Foppa d'après Eugène de Planard                                   | Teatro San Moisè, Venise, 9 mai 1812                                                           |
| La pietra del paragone | La Pierre de touche                                 | Melodramma giocoso | Luigi Romanelli                                                            | Teatro alla Scala, Milan, 26 septembre 1812                                                    |
| L'occasione fa il ladro, ossia Il cambio della valigia | L'occasion fait le larron ou l'échange de la valise | Burletta per musica | Luigi Prividali d'après Eugène Scribe                                      | Teatro San Moisè, Venise, 24 novembre 1812                                                     |
| Il signor Bruschino, ossia Il figlio per azzardo | Bruschino ou le fils par hasard                     | Farsa giocosa | Giuseppe Foppa d'après Chazet et Ourry                                     | Teatro San Moisè, Venise, 27 janvier 1813                                                      |
| Tancredi | Tancrède                                            | Melodramma eroico | Gaetano Rossi d'après Voltaire                                             | Gran Teatro La Fenice, Venise, 6 février 1813                                                  |
| L'italiana in Algeri | L'Italienne à Alger                                 | Dramma giocoso | Angelo Anelli                                                              | Teatro San Benedetto, Venise, 22 mai 1813                                                      |
| Aureliano in Palmira | Aurélien à Palmyre                                  | Dramma serio per musica | Felice Romani                                                              | Teatro de la Scala, Milan, 26 décembre 1813.                                                   |
| Il turco in Italia | Le Turc en Italie                                   | Dramma buffo | Felice Romani                                                              | Teatro de la Scala, Milan, 14 août 1814                                                        |
| Sigismondo | Sigismond                                           | Dramma per musica | Giuseppe Foppa                                                             | Teatro La Fenice, Venise, 26 décembre 1814                                                     |
| Elisabetta, regina d'Inghilterra | Élisabeth, reine d'Angleterre                       | Dramma per musica | Giovanni Federico Schmidt                                                  | Teatro San Carlo, Naples, 4 octobre 1815                                                       |
| Torvaldo e Dorliska | Torvaldo et Dorliska                                | Opera semiseria | Cesare Strebini d'après Coudry                                             | Teatro Valle, Rome 26 décembre 1815                                                            |
| Il barbiere di Siviglia | Le Barbier de Séville                               | Dramma buffo | Cesare Strebini d'après Beaumarchais                                       | Teatro Argentina, Rome, 20 février 1816.                                                       |
| La gazzetta, ossia Il matrimonio per concorso | La Gazette ou le mariage par concours               | Dramma giocoso per musica | Giuseppe Palomba                                                           | Teatro Fiorentini, Naples, 26 septembre 1816                                                   |
| Otello, ossia Il Moro di Venezia | Othello ou le Maure de Venise                       | Tragedia lirica | Francesco Maria Berio                                                      | Teatro Fondo, Naples, 4 décembre 1816                                                          |
| La Cenerentola, ossia La bontà in trionfo | Cendrillon ou la bonté triomphante                  | Dramma giocoso | Jacopo Ferretti d'après le livret en français d'Étienne                    | Teatro Valle, Rome, 25 janvier 1817                                                            |
| La gazza ladra | La Pie voleuse                                      | Opera semiseria | G. Gherardini d'après Baudoin d'Aubigny et Caignez                         | Teatro alla Scala, Milan, 31 mai 1817                                                          |
| Armida | Armide                                              | Dramma per musica | Giovanni Federico Schmidt                                                  | Teatro San Carlo, Naples, 11 novembre 1817                                                     |
| Adelaide di Borgogna | Adélaïde de Bourgogne                               | Dramma per musica | Giovanni Federico Schmidt                                                  | Teatro Argentina, Rome, 27 décembre 1817                                                       |
| Mosè in Egitto | Moïse en Égypte                                     | Azione tragico-sacra | Andrea Leone Tottola                                                       | Teatro San Carlo, Naples, 5 mars 1818                                                          |
| Adina, ossia Il Califfo di Bagdad | Adina ou le calife de Bagdad                        | Farsa | Gherardo Bevilacqua Aldobrandini                                           | Composé en 1818 mais créé seulement le 22 juin 1826 au Teatro Nacional de São Carlos, Lisbonne |
| Ricciardo e Zoraide | Richard et Zoraïde                                  | Dramma per musica | Francesco Berio di Salsa                                                   | Teatro San Carlo, Naples, 3 décembre 1818                                                      |
| Ermione | Hermione                                            | Azione tragica | Andrea Leone Tottola d'après Jean Racine                                   | Teatro San Carlo, Naples, 27 mars 1819                                                         |
| Eduardo e Cristina | Édouard et Christine                                | Dramma per musica | Andrea Leone Tottola, Giovanni Schmidt et Gherardo Bevilacqua Aldobrandini | Teatro San Benedetto, Venise, 24 avril 1819                                                    |
| La donna del lago | La Dame du lac                                      | Melodramma per musica | Andrea Leone Tottola d'après Walter Scott                                  | Teatro San Carlo, Naples, 24 octobre 1819                                                      |
| Bianca e Falliero, ossia Il consiglio dei tre | Bianca et Falliero ou le conseil des trois          | Melodramma per musica | Felice Romani d'après Arnault                                              | Teatro de la Scala, Milan, 26 décembre 1819                                                    |
| Maometto II | Mahomet II                                          | Dramma per musica | Cesare della Valle                                                         | Teatro San Carlo, Naples, 3 décembre 1820                                                      |
| Matilde di Shabran, ossia Bellezza e cuor di ferro | Mathilde de Shabran ou beauté et cœur de fer        | Opera semiseria | Jacopo Ferretti d'après François-Benoît Hoffman                            | Teatro Apollo, Rome, 24 février 1821                                                           |
| Zelmira | Zelmire                                             | Dramma per musica | Andrea Leone Tottola d'après Dormont de Belloy                             | Teatro San Carlo, Naples, 16 décembre 1822                                                     |
| Semiramide | Sémiramis                                           | Melodramma tragico | Gaetano Rossi d'après Voltaire                                             | Teatro de la Fenice, Venise, 3 février 1823                                                    |
| Il viaggio a Reims, ossia L'albergo del Giglio d'oro | Le Voyage à Reims ou l'hôtel du lys d'or            | Dramma giocoso composto per l'incoronazione di S.M. Carlo X, re di Francia                                                                       | Luigi Balocchi                                                             | Théâtre des Italiens, Paris, 19 juin 1825                                                      |
| Ivanhoé | —                                                   | Opéra (pastiche) | Émile Deschamps et Gabriel-Gustave de Wailly                               | Théâtre de l'Odéon, Paris, 15 septembre 1826                                                   |
| Le Siège de Corinthe | —                                                   | Tragédie lyrique | Luigi Balocchi et Alexandre Soumet d'après Maometto II                     | Académie Royale de Musique, Paris, 9 octobre 1826                                              |
| Moïse et Pharaon ou le Passage de la mer Rouge | —                                                   | Opéra | Luigi Balocchi et Étienne de Jouy d'après Mosè in Egitto                   | Académie Royale de Musique, Paris, 26 mars 1827                                                |
| Le Comte Ory | —                                                   | Opéra bouffe | Eugène Scribe et Delestre-Poirson d'après leur pièce                       | Académie Royale de Musique, Paris, 20 août 1828                                                |
| Guillaume Tell | —                                                   | Opéra | Étienne de Jouy et Hippolyte Bis d'après Schiller                          | Académie Royale de Musique, Paris, 3 août 1829                                                 |
| Robert Bruce | —                                                   | Opéra (pastiche) | Alphonse Royer et Gustave Vaëz                                             | Académie Royale de Musique, Paris, 3 décembre 1846                                             |
| Mélodies |                                                     | |                                                                            |                                                                                                |
| Se il vuol la molinara |                                                     | |                                                                            | 1801                                                                                           |
| Dolce aurette che spirate |                                                     | |                                                                            | 1810                                                                                           |
| La mia pace io già perdei |                                                     | |                                                                            | 1812                                                                                           |
| Qual voce, quai note |                                                     | |                                                                            | 1813                                                                                           |
| Alla voce della gloria |                                                     | |                                                                            | 1813                                                                                           |
| Amore mi assisti |                                                     | |                                                                            | 1814                                                                                           |
| Il trovatore |                                                     | |                                                                            | 1818                                                                                           |
| Il carnevale di Venezia |                                                     | |                                                                            | Rome, 1821                                                                                     |
| Beltà crudele |                                                     | |                                                                            | 1821                                                                                           |
| La pastorelle |                                                     | |                                                                            | 1821                                                                                           |
| Canzonetta spagnuola |                                                     | |                                                                            | 1821                                                                                           |
| Infelice ch'io son |                                                     | |                                                                            | 1821                                                                                           |
| Addio ai viennesi |                                                     | |                                                                            | 1822                                                                                           |
| Dall'oriente l'astro del giorno |                                                     | |                                                                            | 1824                                                                                           |
| Ridiamo, cantiamo, che tutto sen va |                                                     | |                                                                            | 1824                                                                                           |
| In giorno si bello |                                                     | |                                                                            | Londres, 1824                                                                                  |
| Tre quartetti da camera |                                                     | |                                                                            | 1827                                                                                           |
| Les Adieux à Rome |                                                     | |                                                                            | 1827                                                                                           |
| Orage et beau temps |                                                     | |                                                                            | 1829/30                                                                                        |
| La passeggiata |                                                     | |                                                                            | Madrid, 1831                                                                                   |
| La dichiarazione |                                                     | |                                                                            | 1834                                                                                           |
| Les Soirées musicales : 1. La promessa ('Ch'io mai vi possa lasciar amare') 2. Il rimprovero ('Mi lagnerò tacendo') 3. La partenza ('Ecco quel fiero istante') 4. L'orgia ('Amiamo, cantiamo') 5. L'invito ('Vieni o Ruggiero') 6. La pastorella dell'Alphi ('Son bella pastorella') 7. La gita in gondola ('Voli l'agile barchetta') 8. *La danza ('Già la luna è in mezzo al mare') 9. *La regata veneziana ('Voga o Tonio benedetto') 10. La pesca ('Già la notte s'avvicina') 11. La serenata ('Mira, la bianca luna') 12. Li marinari ('Marinaro in guardia stà') |                                                     | |                                                                            |                                                                                                |
| Deux nocturnes : *Adieu à l'Italie *Le Départ |                                                     | |                                                                            | 1836                                                                                           |
| Nizza |                                                     | |                                                                            | 1836                                                                                           |
| L'Âme délaissée |                                                     | |                                                                            | 1844                                                                                           |
| Francesca da Rimini |                                                     | |                                                                            | 1848                                                                                           |
| Mi lagnerò tacendo |                                                     | |                                                                            | 1858                                                                                           |
| Hymnes et chœurs |                                                     | |                                                                            |                                                                                                |
| Inno dell'indipendenza |                                                     | |                                                                            | Bologne, 15 avril 1815                                                                         |
| De l'Italie et de la France |                                                     | |                                                                            | 1825                                                                                           |
| Coro per il terzo centenario della nascita del Tasso |                                                     | |                                                                            | 11 mars 1844                                                                                   |
| Grido di esultazione riconoscente al sommo pontefice Pio IX |                                                     | |                                                                            | Bologne, 23 juillet 1846                                                                       |
| Coro della guardia civica di Bologna |                                                     | |                                                                            | 21 juin 1848                                                                                   |
| Inno alla pace |                                                     | |                                                                            | Florence, 26 juin 1850                                                                         |
| Hymne à Napoléon III et à son vaillant peuple |                                                     | |                                                                            | Paris, 1er juillet 1867                                                                        |
| Cantates |                                                     | |                                                                            |                                                                                                |
| Il pianto d'armonia sulla morte di Orfeo |                                                     | Cantate pour ténor solo, choeur d'hommes (TTB) et orchestre                                                                                      |                                                                            | Liceo Musicale de Bologne, 11 août 1808                                                        |
| La morte di Didone |                                                     | Cantate pour soprano solo, choeur et orchestre                                                                                                   |                                                                            | composée en 1811, créée le 23 mai 1920                                                         |
| Dalle quete e pallid'ombre |                                                     | cantate pour soprano, basse et pianoforte |                                                                            | Venise, 1812                                                                                   |
| Egle ed Irene |                                                     | cantate pour soprano, contralto et pianoforte |                                                                            | Milan, 1814                                                                                    |
| L'aurora |                                                     | cantate pour ténor, contralto, basse et pianoforte                                                                                               |                                                                            | Rome, novembre 1815                                                                            |
| Le nozze di Teti e di Peleo |                                                     | cantate sur un texte d'A. M. Ricci pour 3 sopranos, 2 ténors, chœur et orchestre                                                                 |                                                                            | Naples, 24 avril 1816                                                                          |
| Omaggio umiliato |                                                     | cantate sur un texte d'A.Niccolini pour soprano, chœur et orchestre                                                                              |                                                                            | Naples, 20 février 1819                                                                        |
| Cantata |                                                     | cantate sur un texte de G. Genoino pour soprano, 2 ténors, chœur et orchestre                                                                    |                                                                            | 9 mai 1819                                                                                     |
| La riconoscenza |                                                     | cantate sur un texte de Genoino pour soprano, alto, ténor, basse, chœur et orchestre                                                             |                                                                            | Naples, 27 décembre 1821                                                                       |
| Giunone |                                                     | cantate pour soprano, choeur et orchestre |                                                                            | Naples, avant 1822                                                                             |
| La santa alleanza |                                                     | cantate sur un texte de G. Rossi, 2 basses, chœur, et orchestre (perdu)                                                                          |                                                                            | Vérone, 24 novembre 1822                                                                       |
| Il vero omaggio |                                                     | cantate sur un texte de Rossi pour soprano (castrat), soprano, 2 ténors, basse, chœur et orchestre                                               |                                                                            | Vérone, 3 décembre 1822                                                                        |
| Omaggio pastorale |                                                     | cantate, 3 voix de femmes et orchestre |                                                                            | Trévise (?), avril 1823                                                                        |
| Il pianto delle muse in morte di Lord Byron |                                                     | canzone pour ténor, chœur et orchestre |                                                                            | Londres, 9 juin 1824                                                                           |
| Cantata per il battesimo del figlio del banchiere Aguado |                                                     | pour 6 voix solistes et pianoforte |                                                                            | Paris, 16 juillet 1827                                                                         |
| L'armonica cetra del nune |                                                     | pour soprano, alto, ténor, basse, chœur d'hommes, flûte, 2 hautbois, 2 clarinettes, basson, 2 cors, harpe, création chez les Sampieri à Bologne. |                                                                            | Bologne, 2 avril 1830                                                                          |
| Giovanna d'Arco |                                                     | cantate pour soprano, piano |                                                                            | Paris, 1832, révision : 1852                                                                   |
| Cantata in onore del sommo pontefice Pio IX |                                                     | pour 4 voix solistes, chœur, orchestre |                                                                            | Rome, 1er janvier 1847                                                                         |
| Musique sacrée |                                                     | |                                                                            |                                                                                                |
| Laudate Dominum |                                                     | |                                                                            |                                                                                                |
| Salve Regina, op. 140 no 2 |                                                     | |                                                                            |                                                                                                |
| Quoniam |                                                     | |                                                                            | septembre 1813                                                                                 |
| Messa di gloria |                                                     | |                                                                            | Naples, 24 mars 1820                                                                           |
| Preghiera |                                                     | |                                                                            | vers 1820                                                                                      |
| Tantum ergo |                                                     | |                                                                            | 1824                                                                                           |
| Stabat Mater |                                                     | |                                                                            | 1re version : 1831, 2e version : 1841                                                          |
| Trois chœurs religieux : La Foi, l'Esperance, la Charité |                                                     | |                                                                            | 20 novembre 1844                                                                               |
| Tantum ergo |                                                     | |                                                                            | Bologne, 28 novembre 1847                                                                      |
| O salutaris hostia |                                                     | |                                                                            | 29 novembre 1857                                                                               |
| Laus deo |                                                     | |                                                                            | Paris 1861                                                                                     |
| Petite messe solennelle |                                                     | |                                                                            | 1re version : 1863, 2e version : 1867                                                          |
| Musique instrumentale |                                                     | |                                                                            |                                                                                                |
| Sei sonate a quattro |                                                     | |                                                                            | 1804                                                                                           |
| Sinfonia « al conventello » |                                                     | |                                                                            | 1806                                                                                           |
| Cinque duetti pour cor |                                                     | |                                                                            | 1806                                                                                           |
| Sinfonia |                                                     | |                                                                            | 1808                                                                                           |
| Sinfonia |                                                     | |                                                                            | 1809                                                                                           |
| Grand'overtura « obbligata a contrabasso » |                                                     | |                                                                            | 1807-10                                                                                        |
| Variazioni per clarinetto |                                                     | |                                                                            | 1809                                                                                           |
| Andante e tema con variazioni |                                                     | |                                                                            | 1812                                                                                           |
| Andante e tema con variazioni per arpa e violino |                                                     | |                                                                            | 1820                                                                                           |
| Passo doppio |                                                     | |                                                                            | 1822                                                                                           |
| Introduzione, tema e variazioni per clarinetto e piccolo orchestra |                                                     | |                                                                            | 1822                                                                                           |
| Valse |                                                     | |                                                                            | 1823                                                                                           |
| Serenata |                                                     | |                                                                            | 1823                                                                                           |
| Duetto |                                                     | |                                                                            | 1824                                                                                           |
| Rendez-vous de chasse |                                                     | |                                                                            | 1828                                                                                           |
| Fantaisie |                                                     | |                                                                            | 1829                                                                                           |
| Trois marches militaires |                                                     | |                                                                            | 1837                                                                                           |
| Scherzo |                                                     | |                                                                            | 1843                                                                                           |
| Tema originale di Rossini, variato per violino da Giovacchino Giovacchini |                                                     | |                                                                            | 1845                                                                                           |
| Concerto « da esperimento » pour basson et orchestre |                                                     | |                                                                            | ~1845 (attribution)                                                                            |
| Marcia |                                                     | |                                                                            | 1852                                                                                           |
| Thème de Rossini suivi de deux variations et coda par Moscheles père |                                                     | |                                                                            | 1860                                                                                           |
| La corona d'Italia |                                                     | |                                                                            | 1868                                                                                           |

## LesPéchés de vieillesse
Les Péchés de vieillesse sont constitués par le recueil de différentes compositions, instrumentales et vocales, classées en quatorze volumes :
- Volume I - Album italiano
- Volume II - Album français
- Volume III - Morceaux réservés
- Volume IV - Quatre hors-d'œuvre et quatre mendiants
- Volume V - Album pour les enfants adolescents
- Volume VI - Album pour les enfants dégourdis
- Volume VII - Album de chaumière
- Volume VIII - Album de château
- Volume IX - Album pour piano, violon, violoncelle, harmonium et cor
- Volume X - Miscellanées pour piano
- Volume XI - Miscellanées de musique vocale
- Volume XII - Quelques riens pour album
- Volume XIII - Musique anodine
- Volume XIV - Altri péchés de vieillesse

## LeDuo des chats
Le célèbre Duetto buffo di due gatti est souvent considéré comme une des plus célèbres œuvres vocales de Rossini, qui n'en est cependant pas l'auteur direct : ce morceau a été en effet confectionné par un certain G. Berthold à partir de deux extraits de l'acte II de l'Otello de Rossini, dont la cavatine de Rodrigo « Ah, come mai non senti », mais aussi d'une Katte-Cavatine due au compositeur danois Christoph Ernst Friedrich Weyse.